# Maggie O'Kane
Maggie O'Kane je irská novinářka a dokumentaristka.
V letech 1982 až 1984 pracovala pro irský nedělník Sunday Tribune, následně do roku 1989 pro RTÉ. Později pracovala na volné noze ve východní Evropě, přispívala například do The Economist, The Sunday Times, The Guardian a The Irish Times. V letech 1992 až 1996 pokrývala válku v Bosně a Hercegovině pro The Guardian, jako první informovala o existenci koncentračního tábora Omarska. Dále psala o válce v Zálivu, dopisovala z Bejrútu a Kuvajtu. V roce 2002 byla jmenována redakční ředitelkou televizní společnosti Guardian Films. Pracovala například na filmu Sex on the Streets (2005) o násilí na prostitutkách.
Je držitelkou řady ocenění, včetně Ceny Jamese Camerona (1996), Britského novináře roku (1992) a Evropského novináře roku (2002). Za svou práci v Jugoslávii získala spolu s Edem Vulliamym cenu Amnesty International. V roce 2018 obdržela cenu od irského Červeného kříže.